# 潮汕鉄道
潮汕鉄道（ちょうせんてつどう、中文表記: 潮汕铁路、英文表記: ChaoChow–Swatow Railway）は、広東省の汕頭と同省潮州」を結んでいた全長約42.1kmの民間鉄道である。清1906年(光緒32年)11月16日に開業したが、1939年に日本軍の爆撃により破壊され、広東省保安処と第四戦区汕頭前敵指揮部の命令により撤去された。

## 日本の華南新出と「東南海岸幹線」計画
1895年（明治28年）の日清戦争以後日本は中国大陸に対し、商工業の進出をはかると同時に鉄道建設による利権確保を図ろうとしていた。ただ進出にあたり列強であるイギリスとの衝突は極力回避しなければならない。福建省は、イギリスの勢力が弱く、既に植民地化していた台湾の対岸にあたる。福建省は、日本の中国大陸における鉄道建設計画の最初の目標地になった。1899年（明治32年）12月10日、外務省は上海総領事をはじめ天津、重慶等7つの都市の各領事に対し「清国各地方鉄路事業勃興ニ際シ本邦鉄道技師推薦方右同国各領事館ヘ訓令一件　附小川資源技師渡清の件」という訓令を与えている。明治政府が清国政府に対し日本の技師を積極的に推薦する旨の指示を出している。小川資源（おがわしげん、1852年－1910年、鉄道技師）は、官命を帯び1899年に第一回目、1902年に第二回目の鉄道建設のための調査を行っている。この調査により、浙江省杭州から福建省福州、廈門を経由し広東省広州府に至る「東南海岸幹線」が計画された。この計画は七つの工区に分けられていた。汕頭と潮州間約39キロは、広東省黄岡から広州府に至る第七工区の支線にあたる。この区間は、平坦地であり難工事が少なく、耕地のため障害も少なかった。

## 潮汕鉄道建設までの経緯
華南における鉄道建設にあって、もっとも利益をあげ得るのは、この汕頭‐潮州間鉄路であることは早期に語られていた。1901年には建設計画もあったが、資金不足のため進展しなかった。1903年になると東南アジア華僑グループが、清朝商部を通じて、汕頭‐潮州間鉄路（潮汕鉄道）の敷設権を得た。リーダーは広東省梅県出身の客家張煜南（榕軒）である。彼はジャワ、スマトラにおいて阿片、酒、賭博、質屋の四大専売事業を請け負い、巨万の富を有していた。張は、台湾籍の阿片商人である呉理卿と資金協力の約束を交わした。呉も潮汕鉄道の有利さは知っていたので、株式募集に応ずる意欲があった。張は、200万元の資本を募集し「潮汕鉄道公司」を設立した。持ち株の割合は張煜南と謝栄光が共有で100万元、呉理卿と林麗生（台湾籍）が共有で100万元とされた。この呉から日本側に潮汕鉄道の情報が漏れた。三五公司の愛久澤直哉が阿片貿易の件で呉と相談したとき、この潮汕鉄道を知った。三五公司とは、台湾総督府が中国大陸南部・南洋に経済面での進出を目論む「対岸経営」事業の実行機関として成立させたものである。日中合弁企業の形をとるが、実際は国家的色彩の強い機関であった。愛久澤は、この三五公司の首脳者であり、総督府民政長官後藤新平の経済面における顧問として縦横の機略をふるっていた。愛久澤は、直ちに「我方ニ於イテ資金ノ幾部分ヲ受持ツト同時ニ、該鉄道ヲ我出資ニ対スル抵当トシ建設工事ハ一切日本技師ニ嘱託スルコトニ相成」ると約束した。愛久澤は、本鉄道敷設の申請書において株式募集の範囲が中国人に限られていたので、林麗生の名義で100万元を出資した（呉は途中より潮汕鉄道の出資より撤退）。この資金は、台湾総督府「台湾罹災救助基金」より流用されている。潮汕鉄道には、イギリスも興味を示し始めていた。愛久澤は建設請負契約の調印を急ぐ必要があった。1903年12月6日南洋より帰国した張煜南の乗る汽船が香港に到着するや、時を移さず船室内で調印を行った。愛久澤は、契約書を携えて直ちに台湾に渡り、後藤新平に報告した。後藤は「（潮汕鉄道取得の）意外の成功を驚喜する余り、立って該契約書類を拝して、我南清経営の根拠成れりと絶叫された」とされる。

## 建設と経営
1904年4月愛久澤直哉が建設を請け負い、5月には台湾総督府が鉄道部技師佐藤謙之助らを派遣し、測量工作をさせ、8月には実測を完了した1906年末、2年余りの工事期間を経て完了した。愛久澤率いる三五公司が直ちに会社と営業契約を結んだ。これにより会社の営業部門の実権は三五公司が完全に掌握することになった。

## 同鉄道建設の意義
技術史として、同鉄道は中国大陸における日本の最初期の鉄道建設の起点であるとともに、中国（清王朝末期）における最初の自立した鉄道建設例である。台湾の歴史からすれば潮汕鉄道は、台湾総督府の「対岸経営」の実行機関である三五公司の事業のうち、福建省における樟脳専売事業とならぶ二大事業であった。

## 駅一覧
| 駅名   | 駅名         | 駅名                               | 駅間 キロ | 累計 キロ | 接続路線・備考 | 所在地 | 所在地 | 所在地        |
| 日本語 | 繁体字中国語 | 英語                               | 駅間 キロ | 累計 キロ | 接続路線・備考 | 所在地 | 所在地 | 所在地        |
| ------ | ------------ | ---------------------------------- | --------- | --------- | -------------- | ------ | ------ | ------------- |
| 汕頭駅 | 汕頭站       | Swatow Station Shantou Station     | 0.0       | 0.0       |                | 広東省 | 汕頭市 | 汕頭市        |
| 庵埠駅 | 庵埠站       | Ampow Station Anpu Station         | 10.0      | 10.0      |                | 広東省 | 潮安県 | 庵埠鎮        |
| 華美駅 | 華美站       | E-Bue Station Huamei Station       | 4.5       | 14.5      |                | 広東省 | 潮安県 | 彩塘鎮 華美村 |
| 彩塘駅 | 彩塘站       | Tsai Tang Station Caitang Station  | 2.9       | 17.4      |                | 広東省 | 潮安県 | 彩塘鎮        |
| 鸛巣駅 | 鸛巢站       | Kuan Chow Station Guanchao Station | 5.5       | 22.9      |                | 広東省 | 潮安県 | 龍湖鎮 鸛巣村 |
| 浮洋駅 | 浮洋站       | Fou Yang Station Fuyang Station    | 5.0       | 27.9      |                | 広東省 | 潮安県 | 浮洋鎮        |
| 烏洋駅 | 烏洋站       | Wu Yang Station Wuyang Station     | 3.2       | 31.1      |                | 広東省 | 潮安県 | 浮洋鎮 烏洋村 |
| 楓渓駅 | 楓溪站       | Feng Chi Station Fengxi Station    | 4.5       | 35.6      |                | 広東省 | 潮州市 | 楓渓鎮        |
| 潮州駅 | 潮州站       | Chao-Chow Station Chaozhou Station | 3.4       | 39.0      |                | 広東省 | 潮州市 | 潮州市        |
| 意渓駅 | 意溪站       | I-Chi Station Yixi Station         | 3.1       | 42.1      |                | 広東省 | 潮安県 | 意渓鎮        |